# Ymacs
Ymacs – darmowy edytor kodu źródłowego przeznaczony dla przeglądarek internetowych napisany w JavaScripcie. Obsługuje wiele języków programowania oraz kolorowanie składni. Wzorowany na Uniksowym edytorze Emacs. Projekt bazuje na bibliotece DynarchLIB wykorzystującej technologię AJAX.

## Obsługiwane przeglądarki
Wersja 0.4 obsługuje następujące przeglądarki:
- Firefox (oraz inne oparte na silniku Gecko)
- Google Chrome
- Apple Safari